# Miša Aleksić
Miroslav "Miša" Aleksić (en serbio cirílico: Мирослав-Миша Алексић; Belgrado, 16 de agosto de 1953 - Ibidem, 29 de noviembre de 2020) fue un músico serbio, más conocido como el bajista de la banda de rock serbia y ex yugoslava Riblja Čorba.

## Biografía
Miša Aleksić comenzó su carrera en 1970 en una banda llamada Royali como su bajista y vocalista. En 1970, la banda ganó el segundo lugar en el concurso organizado por los editores del programa de Radio Belgrado Veče uz radio.
En 1971, Aleksić se mudó a Estados Unidos, de donde se graduó en Pikesville High School en Pikesville, Maryland. Con otros estudiantes formó la banda de rockabilly Shih-Muh-Fuh (abreviatura de Shit Motherfucker).
Influenciado por la música de Grand Funk Railroad, Deep Purple y Led Zeppelin, después de regresar a Yugoslavia, Aleksić formó SOS con Dragan Štulović (guitarra), Dragan Tasić (guitarra) y Stevan Stevanović (batería). Después de que Tasić dejó la banda, SOS continuó actuando como un trío. En 1977 Štulović y Stevanović dejaron la banda y fueron reemplazados por Rajko Kojić y Vicko Milatović. En 1978, Aleksić, Kojić y Milatović formaron Riblja Čorba con un exmiembro de Rani Mraz, Bora Đorđević.
Durante su carrera, Aleksić escribió canciones para Zdravko Čolić, Biljana Petrović, Jazzy Bell, Milorad Mandić y Run Go. También es productor de álbumes y ha producido, junto con parte de los álbumes de Riblja Čorba, Warriors, Jazzy Bell, Minđušari, Bora Đorđević, Run Go y Prozor.
El 29 de noviembre de 2020, Aleksić falleció tras complicaciones de COVID-19.

## Discografía

#### Individual
- "Nestvaran san" / "Stari sat" (1973).
- "Tražim" / "Magnovenje" (1974).
- "Čovek i pčela" / "Znam kako je" (1975).

### Riblja Čorba

#### Álbumes de estudio
- Kost u grlu (1979).
- Pokvarena mašta i prljave strasti (1981).
- Mrtva priroda (1981).
- Buvlja pijaca (1982).
- Večeras vas zabavljaju muzičari koji piju (1984).
- Istina (1985).
- Osmi nervni slom (1986).
- Ujed za dušu (1987).
- Priča o ljubavi obično ugnjavi (1988).
- Koza nostra (1990).
- Labudova pesma (1992).
- Zbogom, Srbijo (1993).
- Ostalo je ćutanje (1996).
- Nojeva barka (1999).
- Pišanje uz vetar (2001).
- Ovde (2003).
- Minut sa njom (2009).
- Uzbuna (2012).

### Álbumes en vivo
- U ime naroda (1982).
- Nema laži, nema prevare - Zagreb uživo `85 (1995).
- Od Vardara pa do Triglava (1996).
- Beograd, uživo '97 - 1 (1997).
- Beograd, uživo '97 - 2 (1997).
- Gladijatori u BG Areni (2007).
- Niko nema ovakve ljude! (2010).
- Koncert za brigadire (2012).

#### EP
- Trilogija 1: Nevinost bez zaštite (2005).
- Trilogija 2: Devičanska ostrva (2006).
- Trilogija 3: Ambasadori loše volje (2006).